# Symphonie der Liebe (1942)
Symphonie der Liebe (Alternativtitel: Phantastische Symphonie) ist eine französische Filmbiografie aus dem Jahr 1942 über den Komponisten Hector Berlioz.

## Handlung
Hector Berlioz geht eher lustlos seinem Medizinstudium nach; sein wahres Interesse gilt der Musik. In dieser Zeit macht er unter anderem die Bekanntschaft des Malers Eugène Delacroix und des Schriftstellers Victor Hugo. Bei den Verlegern hat er wenig Erfolg, und seine Mutter sagt sich wegen seiner Leidenschaft für die Musik von ihm los. Privat hat er mit Marie Martin eine heimliche Verehrerin.
In einer Aufführung von William Shakespeares Hamlet verliebt Berlioz sich in Hauptdarstellerin Harriet Smithson, die ihn jedoch abweist. In einem kreativen Rausch komponiert er daraufhin die Symphonie fantastique. Diese stößt jedoch wegen ihrer Neuartigkeit bei den Verlegern auf Unverständnis.
Nach seinem Umzug mit seinem Freund Antoine Charbonnel – wie sich herausstellt, in die Nachbarschaft von Harriet Smithson – erfährt Marie zu ihrer Enttäuschung, dass Berlioz in Harriet verliebt ist. Als Berlioz nach einem stürmischen Annäherungsversuch in der Gefängniszelle landet, setzt sich Antoine bei Harriet für ihn ein, worauf diese ihm eine Chance gibt.
Berlioz und Harriet heiraten. Bei der Premiere seiner Oper Benvenuto Cellini reagiert Harriet eifersüchtig, als Berlioz Marie wiedertrifft, die inzwischen Sängerin geworden ist; gleichzeitig macht Berlioz die Bekanntschaft von Niccolò Paganini. Auch als Sohn Louis auf der Welt ist, steht die Ehe wegen Berlioz’ Mangel an Erfolg unter keinem guten Stern. Während Berlioz einem Brotberuf als Musikkritiker nachgeht, steht sein Freund Antoine kurz vor der Übernahme einer Apotheke und damit vor dem Wegzug aus der Stadt. Überrascht erfährt Berlioz von Antoine, dass Marie die ganze Zeit Berlioz geliebt hat, was Harriet noch mehr Anlass zur Eifersucht liefert. Berlioz und Marie kommen sich näher; wenig später zieht Harriet mit Sohn Louis aus der gemeinsamen Wohnung aus.
Berlioz reist nun durch Europa, um seine Musik aufzuführen, die nun immer erfolgreicher wird. Berlioz indessen vermutet hinter den positiven Berichten in der Zeitung Scheinheiligkeit. Wenig später wird von der Academie musique geehrt.
Sohn Louis hat inzwischen Karriere auf See gemacht und weigert sich, mit seinem Vater Kontakt aufzunehmen. Louis gibt ihm die Schuld am Scheitern der Ehe mit Harriet, die inzwischen verstorben ist. Auf Drängen seines Vorgesetzten nimmt Louis dennoch Kontakt mit seinem Vater auf. Berlioz freut sich, seinen Sohn wiederzusehen, doch dieser ist enttäuscht, dass sein Vater wieder geheiratet hat. Marie fühlt sich schuldig, eine Versöhnung zwischen Vater und Sohn verhindert zu haben, und geht.
Marie arrangiert bei einer Aufführung von La damnation de Faust ein Wiedersehen zwischen Louis und Hector Berlioz, die sich versöhnen. Wenig später bricht Marie bei der Aufführung eines Liedes für Hector zusammen und stirbt. Berlioz komponiert sein Requiem, das erfolgreich aufgeführt wird.

## Kritiken
„Einer der großen ‚Ablenkungsfilme‘, die in Frankreich unter der deutschen Okkupation entstanden. Schwerfällig-ausführlich und heroisierend inszeniert.“

## Einzelnachweis
1. ↑  Symphonie der Liebe. In: Lexikon des internationalen Films. Filmdienst, abgerufen am 2. März 2017.